# دانيال جوزيف فيني
دانيال جوزيف فيني (بالإنجليزية: Daniel Joseph Feeney)‏ هو قسيس أمريكي، ولد في 12 سبتمبر 1894 في بورتلاند في الولايات المتحدة، وتوفي في 15 سبتمبر 1969.